# Дегтярка (Милославский район)
Дегтярка — село в Милославском районе Рязанской области России, входит в состав Большеподовечинского сельского поселения. 

## География
Село расположено на берегу реки Полотебня в 6 км на юго-запад от центра поселения села Большое Подовечье и в 9 км на восток от райцентра посёлка Милославское.

## История
Дегтярка в качестве села с Преображенской часовнею упоминается в окладных книгах 1676 года. Там же указывалось о взятии благословенной грамоты на церковь Божию. В 1744 году на месте прежней обветшалой поставлена была новая Преображенская церковь. В 1852 году поставлена и освящена деревянная церковь того же храмонаименования. В селе с 1861 года существовала школа, открытая местным священником Петром Ефимовичем Смирновым, им же открыта была в 1879 году воскресная школа.
В XIX — начале XX века село входило в состав Курбатовской волости Скопинского уезда Рязанской губернии. В 1906 году в селе было 165 дворов.
С 1929 года село являлось центром Дегтярского сельсовета Милославского района Рязанского округа Московской области, с 1937 года — в составе Рязанской области, с 2005 года — в составе Большеподовечинского сельского поселения.

## Население
| 1859 | 1897  | 1906  | 2010 |
| ---- | ----- | ----- | ---- |
| 713  | ↗1190 | ↗1428 | ↘123 |